# Syntrichia gemmascens
Syntrichia gemmascens är en bladmossart som beskrevs av Richard Henry Zander 1993. Syntrichia gemmascens ingår i släktet skruvmossor, och familjen Pottiaceae. Inga underarter finns listade i Catalogue of Life.